# کاترین سیاچوکه
ماریا الکساندرا کاترین سیاچوکه گائته (اسپانیایی: María Alexandra Catherine Siachoque Gaete‎؛ زادهٔ ۲۱ ژانویهٔ ۱۹۷۲) بازیگر و هنرمند رقص اهل کلمبیا است که بیشتر برای بازی در نقش شخصیت‌های منفی و شرور شناخته می‌شود. وی از سال ۱۹۹۵ میلادی تاکنون مشغول فعالیت بوده‌است.
از فیلم‌ها یا مجموعه‌های تلویزیونی که وی در آن‌ها نقش داشته‌است، می‌توان به زنان قاتل اشاره نمود.